# Montserrat Guardiola i Farrés
Montserrat Guardiola i Farrés (Barcelona, 1936) és una joiera i orfebre barcelonina.
Des del 1952 fins al 1958 cursà estudis de música, dibuix, pintura i modelatge a l'Escola Valls, de Barcelona. Des del 1958 al 1966, estudis tècnics de joieria i orfebreria a diferents tallers de Barcelona, Düsseldorf i París. El 1969 obtingué una beca concedida per la Fundació d'Art Castellblanch, secció Arts Aplicades i Disseny Industrial, en l'àmbit concret de la joieria, per continuar la formació a la Kunst und Werkschule de Pforzheim, Alemanya, al 1970. Després, instal·là a Barcelona el seu taller i començà a comercialitzar les seves creacions. El 1971 exposà la seva obra, juntament amb la de quatre artistes joiers catalans, a la Dirección General de Bellas Artes, en una exposició organitzada pel Museu d'Art Contemporani de Madrid. De 1974 a 1975 treballà al Centre d'Activitats i Investigacions Artístiques de Xavier Corberó, a Esplugues de Llobregat. El 1984 obria botiga pròpia a Barcelona. A finals dels anys noranta, col·laborà amb Octavi Sardá en el disseny de la col·lecció Arcana, que unia disseny i indústria. Al llarg dels anys ha participat en les exposicions col·lectives que han mostrat l'evolució de la joieria catalana i ha pres part en nombroses exposicions d'Espanya, d'arreu d'Europa i del món: Japó, Mèxic i Estats Units.
Com a joiera, Montserrat Guardiola va començar amb dissenys d'aspecte més lineal i evolucionà cap a creacions delicadament estilitzades, que evoquen formes orgàniques i naturals, i volums més escultòrics. Ha format part de la generació d'orfebres catalans de la segona meitat del segle xx que han trencat amb la concepció tradicional de la joia i, considerant-la un objecte artístic, han explorat el sentit màgic que contenen aquests objectes, més ecléctics i menys sumptuosos, en què el disseny compta més que la gemma, en els quals l'expressió artística pren forma amb nous materials, més modestos i assequibles, informals i suggerents alhora.